# ريان هانسن
ريان هانسن (بالإنجليزية: Ryan Hansen)‏ مواليد 5 يوليو 1981 في فوونتين فالي، الولايات المتحدة، هو ممثل وكوميدي أمريكي بدأ مسيرته الفنية سنة 2001.

## الأعمال

### أفلام
- سوبر هيرو موف
- يوم الجمعة الثالث عشر
- جي. آي. جو: الانتقام
- فيرونيكا مارس
- الاستخبارات المركزية
- ليتيرالي، رايت بيفور آرون

### مسلسلات
- آلي مكبيل
- معاقب مدى الحياة
- لاس فيغاس
- فيرونيكا مارس
- ذاتس سو رايفن
- فتاة النميمة
- النهايات السعيدة
- كي وبيل
- الدوري
- فتاتان مفلستان
- أميريكان داد!
- بورتلانديا
- حمية سانتا كلاريتا
- معلمون
- ذا ميندي بروجيكت

## روابط خارجية
- ريان هانسن على موقع IMDb (الإنجليزية)
- ريان هانسن على موقع ألو سيني (الفرنسية)
- ريان هانسن على موقع أول موفي (الإنجليزية)
- ريان هانسن على موقع قاعدة بيانات الأفلام السويدية (السويدية)
- ريان هانسن على موقع قاعدة بيانات الفيلم (الإنجليزية)
- ريان هانسن على موقع كينوبويسك (الروسية)